# 周學銘
周學銘（1859年—1911年），宇味西，安徽建德人，清朝政治人物、進士出身。重臣周馥次子。

## 生平
光绪十八年（1892年）於其兄周学海中同榜進士，同年五月，改翰林院庶吉士。光緒二十年四月，散館，著以知县即用，改四川省蓬溪县知县，後改江西候补道署江西按察使，光緒三十年（1904年）因其父任两江总督，循例回避，改湖南候补道。宣統二年（1910年）受父命潜心修纂《建德县志》。宣統三年（1911年）3月在芜湖病故。